# Familie Forman
De hieronder weergegeven lijst bevat de leden van de familie Forman uit de sitcom That '70s Show.
- Eric Forman, de zoon tevens hoofdpersoon van de serie
- Red Forman, de vader van Eric
- Kitty Forman, de moeder van Eric
- Laurie Forman, de zus van Eric
- Steven Hyde, pleegkind van Kitty en Red
- Bernice Forman, de moeder van Red
- Bea Sigurdson, de moeder van Kitty
- Burt Sigurdson, de vader van Kitty
- Leia Forman, dochter van Eric en Donna

## Kenmerken
De familie Forman is christelijk. Ze gaan namelijk vaak naar de kerk, waar Pastor Dave de pastoor van is. De Formans staan bekend om hun goedhartigheid. De vrienden van Eric blijven vaak bij ze eten, en de ouders van Eric behandelen ze als hun eigen kinderen. Behalve Red is iedereen vriendelijk voor elkaar. Bekend is ook dat ze een steeds grotere hekel krijgen aan hun buren, de Pinciotti's.